# 格拉斯頓伯里 (康乃狄克州)
格拉斯頓伯里（英語：Glastonbury）是一個位於美國康乃狄克州哈特福縣的城鎮。

## 地理
格拉斯頓伯里的座標為41°43′40″N 72°50′25″W / 41.72778°N 72.84028°W，而該地的平均海拔高度為49米（即161英尺）。

## 人口
根據2010年美國人口普查的數據，格拉斯頓伯里的面積為135.20平方千米，當中陸地面積為132.80平方千米，而水域面積為2.40平方千米。當地共有人口34,427人，而人口密度為每平方千米254人。